# Rita Gabussi
Rita Gabussi (Bologna, ... – Napoli, 26 gennaio 1891) è stata una cantante lirica italiana.

## Biografia
Nata tra il 1810 e il 1815, figlia del patriota Giuseppe e nipote del compositore Vincenzo,  fin da giovanissima studiò pianoforte e in seguito canto sotto la guida di Teresa Bertinotti Radicati. Fece il suo debutto nel 1830. Ottenne il primo consistente successo come protagonista dell'opera Nina pazza per amore di Pietro Antonio Coppola, nel 1835.
Nel 1836 si esibì a Milano, al Teatro Re, nella Cenerentola di Gioachino Rossini. Dopo essersi esibita con successo a Trieste, Parma, Torino, fece il suo esordio internazionale nel 1840 al Kärntnerthortheather di Vienna. Nel 1844 ebbe grande successo alla Scala di Milano come Elvira nell'Ernani di Giuseppe Verdi. In quel periodo sposò il baritono Achille De Bassini, con cui ebbe un figlio, Alberto, nato nel 1847. Continuò ad esibirsi con successo, spesso in coppia con il marito, nei maggiori teatri italiani, tra i quali la Scala di Milano, il Teatro San Carlo a Napoli, il Teatro La Pergola a Firenze, il Teatro Valle a Roma, fino a quando il deteriorarsi della voce e le conseguenti critiche di pubblico e critica la portarono a un precoce ritiro nel 1851.